# Clinohelea argentina
Clinohelea argentina är en tvåvingeart som beskrevs av Lane och Duret 1954. Clinohelea argentina ingår i släktet Clinohelea och familjen svidknott. Inga underarter finns listade i Catalogue of Life.